# U-513 (tàu ngầm Đức)
U-513 là một tàu ngầm tấn công  Lớp Type IX thuộc phân lớp Type IXC được Hải quân Đức Quốc Xã chế tạo trong Chiến tranh Thế giới thứ hai. Nhập biên chế năm 1942, nó đã thực hiện được bốn chuyến tuần tra, đánh chìm được sáu tàu buôn với tổng tải trọng 29.940 GRT, đồng thời gây hư hại cho hai tàu buôn với tổng tải trọng 13.177 GRT. Trong chuyến tuần tra cuối cùng, U-513 bị một thủy phi cơ PBM Mariner của Hải quân Hoa Kỳ đánh chìm tại Nam Đại Tây Dương ngoài khơi Santa Catarina, Brazil vào ngày 19 tháng 7, 1943.

## Thiết kế và chế tạo

### Thiết kế
Thiết kế của tàu ngầm Type IXC có kích thước hơi nhỉnh hơn so với phân lớp Type IXB dẫn trước. Chúng có trọng lượng choán nước 1.120 t (1.100 tấn Anh) khi nổi và 1.232 t (1.213 tấn Anh) khi lặn. Con tàu có chiều dài chung 76,76 m (251 ft 10 in), lớp vỏ trong chịu áp lực dài 58,75 m (192 ft 9 in), mạn tàu rộng 6,76 m (22 ft 2 in), chiều cao 9,60 m (31 ft 6 in) và mớn nước 4,70 m (15 ft 5 in).
Chúng trang bị hai động cơ diesel MAN M 9 V 40/46 siêu tăng áp 9-xy lanh 4 thì, tổng công suất 4.400 PS (3.200 kW; 4.300 bhp), dẫn động hai trục chân vịt đường kính 1,92 m (6,3 ft), cho phép đạt tốc độ tối đa 18,3 kn (33,9 km/h), và tầm hoạt động tối đa 13.450 nmi (24.910 km) khi đi tốc độ đường trường 10 kn (19 km/h). Khi đi ngầm dưới nước, chúng sử dụng hai động cơ/máy phát điện Siemens-Schuckert 2 GU 345/34 tổng công suất 1.000 PS (740 kW; 990 shp). Tốc độ tối đa khi lặn là 7,3 kn (13,5 km/h), và tầm hoạt động 63 nmi (117 km) ở tốc độ 4 kn (7,4 km/h). Con tàu có khả năng lặn sâu đến 230 m (750 ft).
Vũ khí trang bị có sáu ống phóng ngư lôi 53,3 cm (21 in), bao gồm bốn ống trước mũi và hai ống phía đuôi, và mang theo tổng cộng 22 quả ngư lôi 53,3 cm (21 in). Tàu ngầm Type IX trang bị một hải pháo 10,5 cm (4,1 in) SK C/32 với 110 quả đạn, một pháo phòng không 3,7 cm (1,5 in) SK C/30 và hai pháo phòng không 2 cm (0,79 in) C/30. Thủy thủ đoàn bao gồm 4 sĩ quan và 44 thủy thủ.

### Chế tạo
U-513 được đặt hàng vào ngày 20 tháng 10, 1939, và được đặt lườn tại xưởng tàu Deutsche Werft ở Hamburg vào ngày 26 tháng 4, 1941. Nó được hạ thủy vào ngày 29 tháng 10, 1941, và nhập biên chế cùng Hải quân Đức Quốc Xã vào ngày 10 tháng 1, 1942 dưới quyền chỉ huy của Hạm trưởng, Thiếu tá Hải quân Rolf Rüggeberg.

## Lịch sử hoạt động
Sau khi hoàn tất việc chạy thử máy và huấn luyện trong thành phần Chi hạm đội U-boat 4, U-513 được điều sang Chi hạm đội U-boat 10 từ ngày 1 tháng 9, 1942 để hoạt động trên tuyến đầu cho đến khi bị mất.

### Chuyến tuần tra thứ nhất
U-513 khởi hành từ cảng Kiel, Đức vào ngày 7 tháng 8, 1942 cho chuyến tuần tra đầu tiên trong chiến tranh. Nó tiến ra Bắc Hải, rồi băng qua khe GI-UK giữa Iceland và quần đảo Faroe để vòng qua quần đảo Anh. Chiếc U-boat tiếp tục băng qua suốt Đại Tây Dương để hoạt động tại vùng biển về phía Đông Nam Newfoundland, Canada.
Tại đây vào ngày 5 tháng 9, chiếc tàu ngầm xâm nhập vào vịnh Conception gần đảo Bell, Newfoundland, lần lượt đánh chìm các tàu buôn Anh Saganaga 5.454 GRT và tàu buôn Canada Lord Strathcona 7.335 GRT. Đến ngày 29 tháng 9, nó tiếp tục phóng ngư lôi tấn công Đoàn tàu HX-209 và đã gây hư hại cho chiếc tàu buôn Anh Ocean Vagabond 7.174 GRT. U-513 kết thúc chuyến tuần tra khi quay trở về cảng Lorient bên bờ Đại Tây Dương của Pháp đã bị Đức chiếm đóng, đến nơi vào ngày 22 tháng 10.

### Chuyến tuần tra thứ hai và thứ ba
Từ căn cứ Lorient, U-513 thực hiện hai chuyến tuần tra tiếp theo, từ ngày 21 tháng 11 đến ngày 18 tháng 12, 1942, và từ ngày 20 tháng 2 đến ngày 14 tháng 4, 1943, lần lượt tại các vùng biển phía Đông Nam quần đảo Azores và ngoài khơi Tây Sahara. Tuy nhiên chiếc tàu ngầm đã không đánh chìm thêm được mục tiêu nào, và vào ngày 3 tháng 4 đã bị một máy bay ném bom Lockheed Hudson thuộc Liên đội 233 Không quân Hoàng gia Anh thả hai quả bom tấn công trong Đại Tây Dương ở vị trí về phía Bắc quần đảo Canaria, khiến chiến U-boat bị hư hại nhẹ.
Sau khi kết thúc chuyến thứ ba, Thiếu tá Rüggeberg phải bàn giao chức vụ hạm trưởng cho Đại úy Hải quân Friedrich Guggenberger, người từng được tặng thưởng Huân chương Chữ thập sắt Hiệp sĩ với Nhành sồi vào tháng 1, 1943 khi chỉ huy tàu ngầm U-81.

### Chuyến tuần tra thứ tư – Bị mất
U-513 lại xuất phát từ Lorient vào ngày 18 tháng 5 cho chuyến tuần tra thứ tư, cũng là chuyến cuối cùng, và hướng xuống phía Nam để hoạt động tại vùng biển Nam Đại Tây Dương dọc bờ biển phía Đông của Brazil.
Vào ngày 21 tháng 6, nó phóng ngư lôi đánh chìm chiếc tàu buôn Thụy Điển Venezia 1.976 GRT ở vị trí khoảng 300 nmi (560 km) về phía Đông Nam Rio de Janeiro, Brazil. Bốn ngày sau đó 25 tháng 6, nó phóng ngư lôi tấn công và gây hư hại cho tàu chở dầu Hoa Kỳ Eagle 6.003 GRT ở vị trí khoảng 8 nmi (15 km) về phía Đông Nam Capo Frio, Brazil. Sang ngày 1 tháng 7, tàu buôn Brazil Tutoya 1.125 GRT bị đánh chìm ở vị trí cách Iguape, São Paulo 6 nmi (11 km). Chỉ hai ngày sau đó 3 tháng 7, đến lượt tàu Liberty Hoa Kỳ Elihu B. Washburne 7.175 GRT bị chiếc U-boat đánh chìm. Cuối cùng vào ngày 16 tháng 7, một tàu Liberty Hoa Kỳ khác là chiếc Richard Caswell 7.177 GRT bị đánh chìm ở vị trí khoảng 150 nmi (280 km) về phía Đông Nam Florianópolis, Brazil.
Vào ngày 19 tháng 7, U-513 bị một thủy phi cơ PBM Mariner thuộc Liên đội VP-74 Hải quân Hoa Kỳ đánh chìm tại vùng biển Nam Đại Tây Dương về phía Đông Nam São Francisco do Sul, Santa Catarina, tại tọa độ 27°17′N 47°32′T / 27,283°N 47,533°T. 46 người trong số thành viên thủy thủ đoàn của U-513 đã tử trận, và có bảy người sống sót, bao gồm Đại úy hạm trưởng Friedrich Guggenberger, được cứu vớt và bị bắt làm tù binh chiến tranh.
Xác tàu đắm của U-513 được các nhà khảo cổ dưới nước Brazil thuộc gia đình Schurmann tìm thấy vào ngày 14 tháng 7, 2011.  Xác tàu nằm ở độ sâu 130 m (430 ft), ở vị trí khoảng 85 km (46 nmi) về phía Đông Florianópolis.

### "Bầy sói" tham gia
U-513 từng tham gia hai bầy sói:
- Unverzagt (12 – 19 tháng 3, 1943)
- Seeräuber (25 – 30 tháng 3, 1943)

### Tóm tắt chiến công
U-513 đã đánh chìm được sáu tàu buôn với tổng tải trọng 29.940 GRT, đồng thời gây hư hại cho hai tàu buôn với tổng tải trọng 13.177 GRT:
| Ngày             | Tên tàu            | Quốc tịch      | Tải trọng | Số phận      |
| ---------------- | ------------------ | -------------- | --------- | ------------ |
| 5 tháng 9, 1942  | Lord Strathcona    | Canada         | 7.335     | Bị đánh chìm |
| 5 tháng 9, 1942  | Saganaga           | United Kingdom | 5.454     | Bị đánh chìm |
| 29 tháng 9, 1942 | Ocean Vagabond     | United Kingdom | 7.174     | Bị hư hại    |
| 21 tháng 6, 1943 | Venezia            | Sweden         | 1.673     | Bị đánh chìm |
| 25 tháng 6, 1943 | Eagle              | United States  | 6.003     | Bị hư hại    |
| 1 tháng 7, 1943  | Tutoya             | Brazil         | 1.125     | Bị đánh chìm |
| 3 tháng 7, 1943  | Elihu B. Washburne | United States  | 7.176     | Bị đánh chìm |
| 16 tháng 7, 1943 | Richard Caswell    | United States  | 7.177     | Bị đánh chìm |